# ابجورال
ابجورال یا آبخورال (انتیوکیا) (به اسپانیایی: Abejorral) شهر کوچکی با شهرداری از توابع شهرستان انتیوکیا در کلمبیا است که در Eastern Antioquia واقع شده‌است.